# Strait Jacket
Strait Jacket (jap. ストレイト・ジャケット, Sutoreito Jaketto) ist eine Light-Novel-Serie von Autor Ichirō Sakaki und Zeichner Yō Fujishiro. Die Bücher erschienen von 2000 bis 2010 in Japan. 2007 kam eine Adaption als Original Video Animation heraus, die auch auf Deutsch erschienen ist.

## Inhalt
Nach der Entdeckung von Magie im Jahr 1899 wird diese von der Menschheit in allen Bereichen des Lebens nutzbar gemacht. Doch bald stellen sich die Nachteile der technischen Nutzung der Magie ein und Menschen, die ihr zu lange ausgesetzt sind, mutieren zu Dämonen. Auch wenn dagegen Schutzanzüge entwickelt werden, kommt es immer wieder zu Vorfällen mit Dämonen, gegen die die taktischen Magier eingesetzt werden. Diese sind speziell im Kampf mit Magie ausgebildet und tragen riesige Rüstungen für den Einsatz der Magie.
Nerin Simmons arbeitet bei der für Magie zuständigen Behörde und kommt so immer wieder zu den Einsätzen der taktischen Magier, viele verursacht durch die Terrorgruppe Oddman. Dort trifft sie auf den nichtregistrierten Magier Leiot Steinberg, der vom Mädchen Kapel Theta begleitet wird. Entgegen den Vorschriften bittet Simmons ihn, bei einem Einsatz zu helfen. Steinberg geht bei seinen Einsätzen besonders rabiat zu und hat daher einen schlechten Ruf, wird wegen früherer Verdienste aber geduldet. Simmons bemüht sich aber wegen seiner Fähigkeiten sich darum, dass er sich registriert. Dabei lernt sie, dass Kapel die Tochter eines Dämons ist, der ihre Mutter vergewaltigt hat und beide Eltern von Steinberg getötet wurden. Kapel ist bei ihm geblieben, um sich eines Tages zu rächen. Als sie jedoch schließlich erkennt, wie Steinberg bereits unter der Last seiner Vergangenheit leidet, besinnt sie sich.
Viele andere taktische Magier verabscheuen Steinberg, da er ihren Ruf ruiniert. So auch Isaac Hammond, der aus Verehrung für einen anderen Magier, der ihn und seine Schwester gerettet hat, den Beruf ergriffen hat. Als er jedoch lernt, dass Steinberg diesen Magier umgebracht hat, will er sich rächen. Der Chef seiner Agentur will dies ausnutzen, hetzt Hammond gegen Steinberg auf und plant, die verhasste Konkurrenz so loszuwerden. Zugleich arbeitet er heimlich mit den Oddmen zusammen, da er so mehr Aufträge erhält. Doch als Hammonds Schwester von einem Dämon getötet wird und Hammond erfährt, dass sein Chef mit den Hintermännern unter einer Decke steckt, tötet er ihn und die Terroristen, deren Versteck er finden kann. Nun will er sich schließlich auch an Steinberg rächen, als er zusammen mit ihm gegen einen Dämon eingesetzt wird. Doch mutiert Hammond selbst zum Dämon und unterliegt Steinberg, auf dem nun auch Hammonds Tod lastet.

## Veröffentlichungen
Die Buchreihe erschien von 2000 bis 2010 in insgesamt 11 Bänden beim Verlag. Dieser lizenzierte 2007 eine Adaption der Geschichte als Anime, der beim Studio feel. umgesetzt wurde. Die dreiteilige Kurzserie entstand unter der Regie von Shinji Ushiro nach einem Drehbuch von Ichirō Sakaki, der auch Autor der Vorlage ist. Für das Charakterdesign war Yoshinori Yumoto verantwortlich, für das Mechanical Design Hideki Fukushima.
Die drei je 26 Minuten langen Folgen erschienen am 25. November 2007 in Japan auf DVD. Die erste Folge wurde am gleichen Tag von AT-X auch im Fernsehen gezeigt. Eine englischsprachige Ausstrahlung erfuhr der Anime beim Sci-Fi Channel als Zusammenschnitt zu einem Film. In dieser Form erschien Strait Jacket auch im Juli 2009 in einer deutschen Fassung auf DVD, herausgegeben von Animaze. Der Film erhielt eine Freigabe ab 16 Jahren. Daneben erschien der Anime auch auf Spanisch, Russisch und Portugiesisch.

### Synchronisation
| Rolle           | japanischer Sprecher (Seiyū) | Deutscher Sprecher |
| --------------- | ---------------------------- | ------------------ |
| Nerin Simmons   | Ai Maeda                     | Isabelle Schmidt   |
| Leiot Steinberg | Shinichiro Miki              | Thomas Schmuckert  |
| Kapel Theta     | Kei Shindō                   | Daniela Reidies    |
| Isaac Hammond   | Akira Sasanuma               |                    |
| Jack Roland     | Tatsuya Kobashi              | Jan Kurbjuweit     |
| Brian           | Kōji Ishii                   | Klaus Lochthove    |
| Filisis Moog    | Mayumi Asano                 | Marina Krogull     |

### Musik
Die Musik des Animes wurde komponiert von Takeshi Yanagawa. Eingesetzt wird eine Mischung aus sphärischen Electro-Klängen und Beats sowie traditionellen Instrumenten wie Piano und Flöte. Der Vorspanntitel ist The Last Hope, ebenfalls von Yanagawa, und der Abspann ist unterlegt mit dem Lied Le Chemin von Kyo.

## Rezeption
Die Light Novel verkaufte sich in Japan bis 2009 über eine halbe Million Mal. Doch trotz der sehr erfolgreichen Buchreihe sei es, so die deutsche Zeitschrift AnimaniA, dem Autor nicht gelungen, seine Geschichte gut als Anime umzusetzen. Die Geschichte biete wenig originelles, sondern bereits aus anderen Dark-Fantasy-Werken wie Devil May Cry oder Fullmetal Alchemist bekannte „Fantasy-Versatzstücke“, die auch nicht gut umgesetzt seien. So sei Strait Jacket eher ein „bunter Strauß voll irgendwas“ mit mäßigen Dialogen. Einzig die Musik und der harmonische Einsatz von 3D-Animationen seien gelungen, die Arbeit der deutschen Synchronsprecher überzeugend.